# 木曽川水管橋

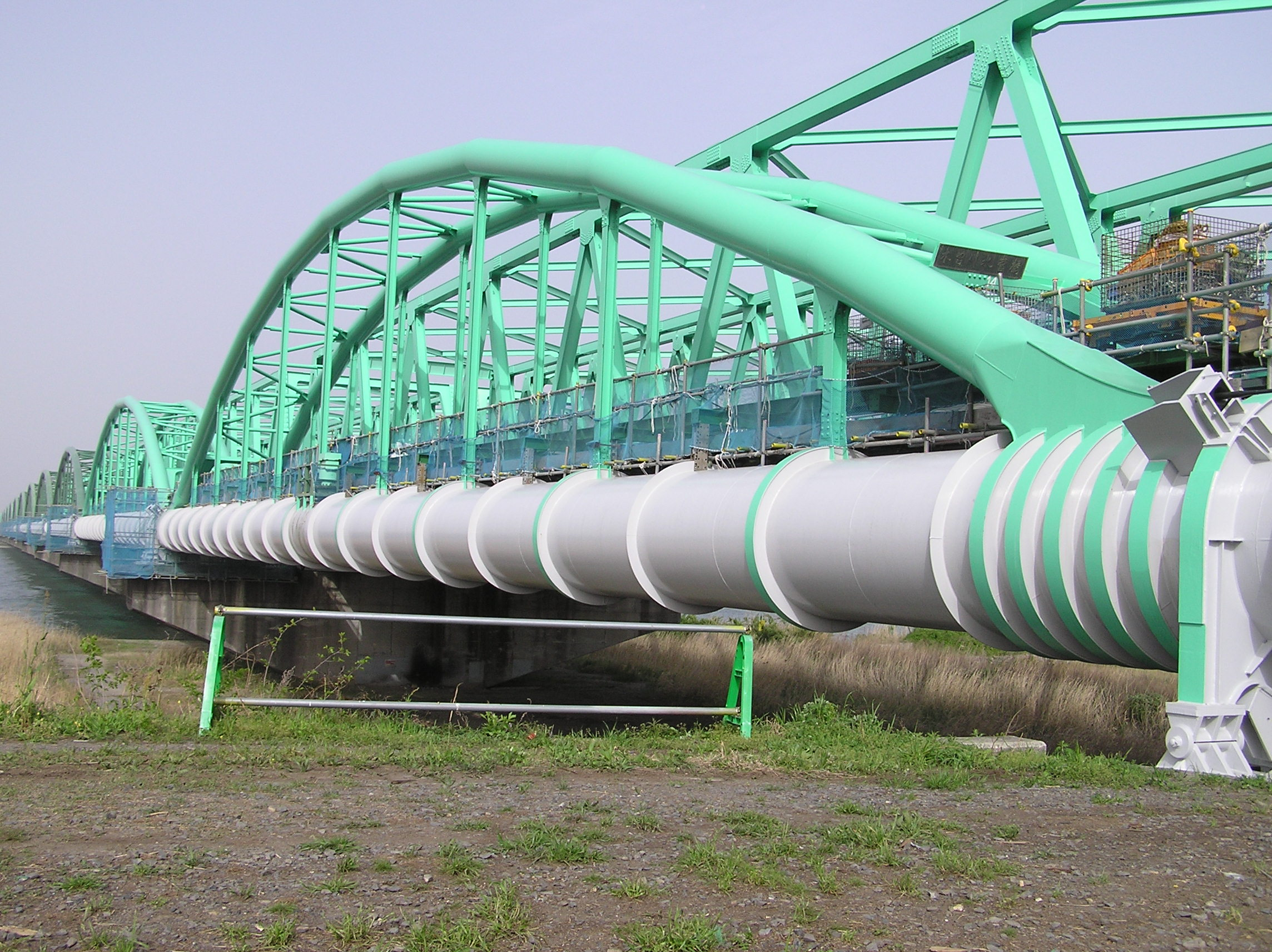
右岸より撮影

木曽川水管橋（きそがわすいかんきょう）は、愛知県弥富市と三重県桑名市の木曽川に架かる、木曽川用水の水管橋である。
東名阪自動車道木曽川橋の上流側に隣接する。橋脚は共通となっている。

## 概要
木曽川用水（下流域）は木曽川馬飼頭首工の愛知県側から取水される。この取水した水（上水道・工業用水・農業用水）を海部幹線水路を経て三重県に供給する三重導水であるが、木曽川水管橋はその途中にある。
- 供用：1974年（昭和49年）
- 延長：1,103m
- 管径 
  - φ1,350mm×1連（農業用水）
  - φ1,800mm×1連（都市用水・上水道）
  - φ1,800mm×1連（都市用水・工業用水）
- 構造：ランガー
- 両岸：愛知県弥富市五明 - 三重県桑名市長島町中川[1]

## 隣の橋
（下流） - 木曽川大橋（国道23号・名四国道） - 尾張大橋 - 木曽川橋梁（近鉄名古屋線） - 木曽川橋梁（関西本線） - 木曽川橋（東名阪自動車道） - 木曽川水管橋 - 立田大橋 - 葛木渡船 - 日原渡船 - 東海大橋 - （上流）